# Обитель зла 4: Жизнь после смерти
«Обитель зла 4: Жизнь после смерти» (неофициальное название, часто упоминающееся в СМИ), вышедший в кинопрокат России под названием «Обитель зла в 3D: Жизнь после смерти» (англ. Resident Evil: Afterlife) — боевик и фильм ужасов 2010 года с Миллой Йовович в главной роли, четвёртый в серии «Обитель зла». Срежиссирован и спродюсирован Полом У. С. Андерсоном (создателем киносерии) по собственному сценарию.

## Сюжет
Элис с группой своих клонов совершает нападение на штаб-квартиру корпорации «Амбрелла», расположенную в защищённом подземном бункере под улицами Токио. Уничтожается весь персонал и охрана комплекса. В последний момент председатель корпорации — Альберт Вескер спасается на одном из боевых конвертопланов. Активировав систему самоуничтожения подземного комплекса, он тем самым пытается уничтожить всех клонов Элис. Но настоящая Элис преследует Вескера и пытается убить его в конвертоплане. Вескеру удаётся ввести ей препарат, нейтрализующий вирус-Т, превращая Элис снова в обычного человека. Однако Вескер не успевает её убить: конвертоплан терпит крушение в окрестностях Токио. Элис чудом выживает после падения, но не обнаруживает Вескера.
Позже Элис попадает на аэродром, где обзаводится бушлатом (с надписью «АРМИЯ» кириллицей) и самолётом Як-52, на котором отправляется в якобы единственное не поражённое вирусной инфекцией место — город Аркадия на Аляске, куда ранее улетели её друзья. Но там она понимает, что не существует никакого города — есть только пустырь, полный прилетевших на сигнал самолётов и вертолётов без людей. Там же она находит Клэр Редфилд с прикреплённым на груди роботом-пауком, созданным «Амбреллой», который вводит инъекции некоего вещества, стирающего воспоминания. Только избавившись от паука, Клэр постепенно обретает воспоминания об Аркадии и об Элис.
Клэр и Элис вылетают в уничтоженный Лос-Анджелес, где обнаруживают небольшой отряд выживших, которым удалось укрыться в казематах городской тюрьмы. Так как улицы города кишат полчищами агрессивных зомби, Элис принимает рискованное решение приземлиться непосредственно на крышу здания тюрьмы. Выжившие приняли самолёт за спасательную операцию с «Аркадии», сигнал которой они также получают по радио. Выясняется, что «Аркадия» является не городом, а кораблём, который в настоящее время дрейфует у берегов Лос-Анджелеса. В глубине тюрьмы Клэр находит своего брата Криса Редфилда, который во время бунта заключенных оказался запертым в одной из камер.
К воротам тюрьмы добирается Палач, являющийся одним из результатов новых экспериментов «Амбреллы» (как и зомби-копатели, маджини и новый вид собак, адьюлы), который гигантским топором пытается проломить ворота. У осаждённых не остаётся выбора, как выпустить Криса и прислушаться к нему. Он рассказывает им о БТР, на котором можно спастись и о складе с оружием. Но с боевой машины снят двигатель и для установки его на место у осаждённых не хватит ни времени, ни возможностей. Как только Элис и Крис добывают оружие, они решают выбраться через тоннель, проделанный копателями в канализации. В это время врывается Палач, которого Элис и Клэр удаётся победить.
Выжившие покидают здание тюрьмы и отправляются через каналы канализации по направлению к побережью. По пути отряд теряет Лютера — его хватают зомби. Оставшиеся доплывают с побережья до «Аркадии», на которой выясняется, что корабль принадлежит корпорации «Амбрелла», и на нём также проводятся эксперименты над незаражёнными людьми. В одном из отсеков корабля Элис находит Альберта Вескера, который и рассказывает ей про конечную цель экспериментов на этом корабле. Вирус-Т даёт ему сверхчеловеческую скорость и силу, но является очень нестабильным, стремящимся поглотить остатки человеческой ДНК Вескера. Для поддержания стабильного состояния ему необходима свежая человеческая ДНК. Он хочет съесть Элис и получить её ДНК как единственного устойчивого носителя вируса-Т.
В ходе последующей схватки Элис, Клэр и Крис расстреливают Вескера и запирают его тело в отсеке корабля, что не мешает ему всего через пару минут воскреснуть и сбежать с «Аркадии» на боевом конвертоплане. Вескер, как и в Японии, активирует систему уничтожения корабля, но обнаруживает предусмотрительно переустановленную Элис бомбу у себя в конвертоплане. Мощный взрыв полностью уничтожает конвертоплан, однако позже на заднем плане виден спускающийся на парашюте Вескер. Лютер выходит из канализации — хотя его и схватили зомби, ему удалось их победить и выжить.
В заключительных кадрах фильма Элис обновляет текст сигнала, транслируемого «Аркадией», но вскоре на перехват выживших прибывают десятки боевых конвертопланов корпорации Амбрелла под командованием Джилл Валентайн, на груди которой такой же паук, как и тот, который контролировал память у Клэр. В финале фильма звучит фраза Элис: «У нас проблемы».

## В ролях
| Актёр                | Роль            |
| -------------------- | --------------- |
| Милла Йовович        | Элис            |
| Эли Лартер           | Клэр Редфилд    |
| Сиенна Гиллори       | Джилл Валентайн |
| Уэнтуорт Миллер      | Крис Редфилд    |
| Шон Робертс          | Альберт Вескер  |
| Спенсер Лок          | Кей-Март        |
| Борис Коджо          | Лютер Вест      |
| Ким Коутс            | Беннет          |
| Кейси Барнфилд       | Кристал         |
| Норман Енг           | Ким Йонг        |
| Серхио Перис-Менчета | Энджел Ортиз    |
| Рэй Олубовейл        | Палач           |

## Музыка
Слова и музыка всех песен — tomandandy.
| №                   | Название              | Длительность |
| ------------------- | --------------------- | ------------ |
| 1.                  | «Tokyo»               | 4:32         |
| 2.                  | «Umbrella»            | 1:20         |
| 3.                  | «Damage»              | 1:02         |
| 4.                  | «Cutting»             | 1:12         |
| 5.                  | «Twins»               | 1:47         |
| 6.                  | «Exit»                | 0:47         |
| 7.                  | «Far»                 | 1:07         |
| 8.                  | «Flying»              | 1:58         |
| 9.                  | «Memory»              | 3:17         |
| 10.                 | «Los Angeles»         | 2:09         |
| 11.                 | «Binoculars»          | 2:53         |
| 12.                 | «Prison»              | 1:58         |
| 13.                 | «Discovery»           | 1:10         |
| 14.                 | «Hatchet»             | 1:23         |
| 15.                 | «AxeMan»              | 3:07         |
| 16.                 | «Arcadia»             | 4:21         |
| 17.                 | «Up»                  | 1:39         |
| 18.                 | «Party»               | 0:54         |
| 19.                 | «Promise»             | 2:12         |
| 20.                 | «Resident Evil Suite» | 4:33         |
| Общая длительность: | Общая длительность:   | 43:21        |